# Isolate
Isolate è il secondo album del gruppo norvegese progressive metal Circus Maximus, pubblicato il 7 agosto 2007 in Europa e il 4 settembre negli Stati Uniti. Sebbene la copertina appaia un po' cupa, questa non intende descrivere l'evoluzione delle sonorità dell'album, che ricalca piuttosto il loro lavoro d'esordio The 1st Chapter.
La copertina dell'album e una traccia contenente un estratto dalla canzone "Wither" sono state pubblicate dal gruppo il 29 maggio 2007 nel loro sito web ufficiale.

## Tracce
1. A Darkened Mind – 5:33
2. Abyss – 5:00
3. Wither – 4:46
4. Sane No More (Strumentale) – 3:55
5. Arrival of Love – 4:10
6. Zero – 4:50
7. Mouth of Madness – 12:42
8. From Childhood's Hour – 4:28
9. Ultimate Sacrifice – 9:17

### Tracce bonus edizione giapponese
1. Silence – 6:14

## Formazione

### Gruppo
- Mike Eriksen − voce
- Mats Haugen − chitarra
- Glen Cato Møllen − basso
- Truls Haugen − batteria
- Lasse Finbråten − tastiera

### Produzione
- Mattias Norèn − copertina
- Tommy Hansen − missaggio e mastering